# Jagna Marczułajtis
Jagna Kinga Marczułajtis-Walczak (* 15. prosince 1978 Zakopané) je polská politička a bývalá snowboardistka, účastnice závodů v paralelním slalomu. Od roku 2011 je poslankyní Sejmu, od roku 2024 také poslankyní Evropského parlamentu.

## Život

### Sportovní kariéra
Je čtrnáctinásobnou zlatou medailistkou z polského mistrovství ve snowboardingu, dvojnásobnou juniorskou mistryní světa, mistryní Evropy a vicemistryní světa. Startovala na zimních Olympijských hrách v Naganu v roce 1998, v Salt Lake City v roce 2002 (4. místo v paralelnim slalomu) a v Turíně v roce 2006. K jejím dalším úspěchům patří dvě první místa v závodech světového poháru, které vyhrála dvakrát: v Bad Gasteinu v roce 2004 a v Nendazu v roce 2006. V roce 2004 skončila v konečném hodnocení Světového poháru FIS na sedmém místě, což je její nejvyšší umístění v kariéře.

### Vzdělání a profesní činnost
V roce 2004 absolvovala Akademii tělesné výchovy v Krakově, obor tělesná výchova. Zde také vystudovala trenérské specializace v alpském lyžování (2006) a snowboardingu (2011). V roce 2011 absolvovala postgraduální studium managementu sportovních organizací na Jagellonské univerzitě, které zakončila jako sportovní manažerka.
V letech 2006–2016 vedla lyžařskou a snowboardovou školu s názvem Jagna Marczułajtis School v lyžařském areálu Witów-Ski ve Witówě v polských Tatrách. Později spolu s manželem začala provozovat středisko pod názvem Wioska Jagny (Jagnina vesnička).
Působila jako předsedkyně soutěžního výboru Krakov 2022, jenž byl zodpovědný za přípravu kandidatury Malopolského vojvodství na pořádání zimních olympijských her v roce 2022. Z funkce odstoupila v roce 2014 po kritice fungování výboru.

### Politická činnost
V roce 2010 byla zvolena radní Malopolského zemského sněmu z kandidátní listiny Občanské platformy. O rok později byla na kandidátce stejné strany zvolena do Sejmu v sedmém volebním období, poté co v krakovském volebním obvodu získala 7 289 hlasů. V roce 2015 se stala členkou čestného výboru na podporu Bronisława Komorowského před prezidentskými volbami. Ve volbách téhož roku se jí nepodařilo obhájit poslanecký mandát, když získala 6 899 hlasů a obsadila první nemandátové místo na kandidátce PO. V roce 2018 však mandát převzala po Rafalu Trzaskowském, zvoleném primátorem Varšavy. O rok později jako členka PO kandidovala z 6. místa obvodní kandidátní listiny Evropské koalice do Evropského parlamentu, nebyla však zvolena.
Ve volbách téhož roku byla zvolena poslankyní 9. volebního období za Občanskou koalici, když získala 21 968 hlasů ve volebním obvodu Nowy Sącz. V roce 2023 opět úspěšně kandidovala, a to ve volebním obvodu Krakov, kde získala 35 573 hlasů. Mezitím byla ve volbách v roce 2024 zvolena poslankyní Evropského parlamentu ve volebním obvodě č. 10 se ziskem 58 550 hlasů. Zasedá ve Výboru pro zaměstnanost a sociální věci.

## Osobní život
Je dcerou Wojciecha Marczułajtise, záchranáře TOPR a vysohorského průvodce v Tatrách, a Ludwiky Majerczykové, třináctinásobné mistryně republiky v alpských disciplínách. Její nevlastní sestry, Józefa Majerczyk-Chromiková, Władysława Majerczyk-Tragarzová a Zofia Majerczyk-Rumińská, trénovaly běh na lyžích.
Její první manžel Sebastian Kolasiński byl rovněž olympionikem a juniorský mistrem světa v krasobruslení. Její druhý manžel Andrzej Walczak se věnoval podnikání v Poroninu. Má tři děti: dcery Jagodu a Igu a syna Andrzeje.
Hrála ve dvou dílech televizního seriálu Magda M. v roli Lucyny Stochové. V roce 2011 se zúčastnila 13. ročníku soutěže Dancing with the Stars, Taniec z gwiazdami, objevila se také na focení pro erotický časopis CKM.

## Volby
| Volby | Politická strana   | Orgán                               | Výsledek       |
| ----- | ------------------ | ----------------------------------- | -------------- |
| 2010  | Občanská platforma | Zemský sněm Malopolského vojvodství | 13 752 (5,69%) |
| 2011  | Občanská platforma | Sejm (7. funkční období)            | 7 289 (1,44%)  |
| 2015  | Občanská platforma | Sejm (8. funkční období)            | 6 899 (1,27%)  |
| 2019  | Evropská koalice   | Evropský parlament                  | 23 251 (1,34%) |
| 2019  | Občanská koalice   | Sejm (9. funkční období)            | 21 968 (5,93%) |
| 2023  | Občanská koalice   | Sejm (10. funkční období)           | 35 573 (4,70%) |
| 2024  | Občanská koalice   | Evropský parlament                  | 58 550 (3,93%) |